# Villa Pancho (Texas)
Villa Pancho es un lugar designado por el censo ubicado en el condado de Cameron en el estado estadounidense de Texas. En el Censo de 2010 tenía una población de 788 habitantes y una densidad poblacional de 1.094,42 personas por km².

## Geografía
Villa Pancho se encuentra ubicado en las coordenadas 25°53′3″N 97°24′55″O / 25.88417, -97.41528. Según la Oficina del Censo de los Estados Unidos, Villa Pancho tiene una superficie total de 0.72 km², de la cual 0.72 km² corresponden a tierra firme y (0%) 0 km² es agua.

## Demografía
Según el censo de 2010, había 788 personas residiendo en Villa Pancho. La densidad de población era de 1.094,42 hab./km². De los 788 habitantes, Villa Pancho estaba compuesto por el 90.99% blancos, el 0.25% eran afroamericanos, el 0.76% eran amerindios, el 0% eran asiáticos, el 0% eran isleños del Pacífico, el 4.95% eran de otras razas y el 3.05% pertenecían a dos o más razas. Del total de la población el 96.32% eran hispanos o latinos de cualquier raza.